# Donji Bitelić
Donji Bitelić falu Horvátországban Split-Dalmácia megyében. Közigazgatásilag Hrvacéhez tartozik.

## Fekvése
Splittől légvonalban 37, közúton 50 km-re északkeletre, Sinjtől 15 km-re, községközpontjától légvonalban 6, közúton 9 km-re északra, a Dinári-hegység lábánál fekszik. Délnyugatról a Svilaja-hegység  és a Peruča-tó, északkeletről a Dinári-hegység határolja. Településrészei: Donji Jukići, Torina, Đomići-Buljani, Gornji Buljani melynek része Škrabiće, Vignjište és Dutkiće, Vulići, Hrgovići, Gornji Jukići, Kelavići, Jovići és Govorušići. Ezeken kívül a településhez tartozik még Brana Peruća és Ravno Vrdovo egy része is. Vrdovo a Dinári-hegységben fekszik, nyári legelőként és kaszálóként használják, területén istállók is találhatók.

## Története
A török Sinj várával együtt 1536-ban foglalta ezt a vidéket, de már a török uralom idején is élt itt horvát lakosság. A velencei seregek 1686-ban foglalták vissza a töröktől Sinj várát és vele együtt a mai Hrvace térségét. Ezt követően a velencei hatóságok irányításával és rámai ferences szerzetesek vezetésével Boszniából és Hercegovinából keresztény lakosság, köztük több száz pravoszláv család érkezett. A velencei-török háború után kialakult új hatalmi viszonyokat 1699-ben a karlócai béke szentesítette. Az 1714-ben kitört velencei-török háborúban átmenetileg újra török kézre került, de 1715-ben már újra velencei uralom alatt állt. 1718-ban a pozsareváci béke az új határt a Dinári-hegységnél húzta meg, így e térség velencei kézen maradt. A bitelići plébánia 1770-ben vált önállóvá a potravljei plébániától, ahová azelőtt tartozott. A plébánia papi szolgálatát a sinji ferences atyák látták el. 1797-ben a Velencei Köztársaság megszűnésével a település a Habsburg Birodalom része lett. 1806-ban Napóleon csapatai foglalták el és 1813-ig francia uralom alatt állt. Napóleon bukása után ismét Habsburg uralom következett, mely az első világháború végéig tartott. 1857-ben 639, 1910-ben 733 lakosa volt. Az I. világháború után rövid ideig az Olasz Királyság, ezután a Szerb-Horvát-Szlovén Királyság, majd Jugoszlávia része lett. A háború után a település a szocialista Jugoszlávia része lett. A település lakossága ekkor mintegy felére csökkent.1991-től a független Horvátországhoz tartozik. Ez évben lakosságának 84 százaléka horvát, 12 százaléka szerb nemzetiségű volt. A délszláv háború idején a település egy valamivel több mint egyéves időszaktól eltekintve horvát kézen maradt. 1991. szeptember 19-én foglalták el a szerb erők. A horvát hadsereg a „Peruča” fedőnevű katonai akció során 1993 januárjában szabadította fel a települést. Szerb lakossága elmenekült. A krajinai szerb határ közelében levő falu lakossága azonban csak az 1995 augusztusában végrehajtott „Vihar” hadműveletet követően lélegezhetett fel végleg. Lakossága 2011-ben 317 fő volt.

## Lakosság
| Lakosság változása | Lakosság változása | Lakosság változása | Lakosság változása | Lakosság változása | Lakosság változása | Lakosság változása | Lakosság változása | Lakosság változása | Lakosság változása | Lakosság változása | Lakosság változása | Lakosság változása | Lakosság változása | Lakosság változása | Lakosság változása |
| ------------------ | ------------------ | ------------------ | ------------------ | ------------------ | ------------------ | ------------------ | ------------------ | ------------------ | ------------------ | ------------------ | ------------------ | ------------------ | ------------------ | ------------------ | ------------------ |
| 1857               | 1869               | 1880               | 1890               | 1900               | 1910               | 1921               | 1931               | 1948               | 1953               | 1961               | 1971               | 1981               | 1991               | 2001               | 2011               |
| 639                | 641                | 671                | 717                | 784                | 733                | 651                | 720                | 665                | 1.055              | 999                | 924                | 694                | 615                | 424                | 317                |

## Nevezetességei
- A település területén jelentősebb forrás nem található, de meg kell említeni a Ponikva víznyelőt, mely nagyobb eső és a hegyekben történő hóolvadás esetén elárasztja a Ponikva-mezőt. A kisebb időszakos források közül említésre méltók a Metiljovica, a Pavluša, a Zečica, a Turski Bunar Bukánál, a Bristovac és a Pribojna a Mala-barlang alatti vízmosásban.
- Nemrég a Dinári-hegységben fekvő Vrdovon a Sveti Jakov nevű helyen hegyi menedékházat építettek, mely szállásként és hegyi túrák kiindulópontjaként is szolgál. A menedékház melletti romos Szent György kápolnát a hegymászók felújították.
- A Cetina fölötti kőhidat[5] 1895 és 1905 között építették. A hétíves nyílású híd pilonokon nyugszik, melyek lekerekített hullámtörőkkel rendelkeznek. A híd mellvédei teljes hosszban végigfutnak, az alsó rész és a mellvéd közé kőpárkányt építettek. A híd a 19. század végének kivételes konstrukciója, formai kialakítását tekintve kapcsolatban áll más, akkoriban Dalmáciában épített hidakkal.l.

## Fordítás
Ez a szócikk részben vagy egészben  a   Donji Bitelić című horvát Wikipédia-szócikk ezen változatának fordításán alapul.  Az eredeti cikk szerkesztőit annak laptörténete sorolja fel. Ez a jelzés csupán a megfogalmazás eredetét és a szerzői jogokat jelzi, nem szolgál a cikkben szereplő információk forrásmegjelöléseként.